# 하느님의 아들
하나님의 아들(그리스어: Ο Υιός του Θεού, 라틴어: Filius Dei, 독일어: Sohn Gottes, 영어: Son of God, 러시아어: Сын Божий), 신의 아들은 고대 사회에서 경외의 대상이었던 "하늘로부터 났다"는 의미에서 왕을 일컫는 표현이다.
기독교에서는 다의적인 표현으로 사용되는데, 예수 그리스도를 믿는 자를 의미하기도 하며 예수를 의미하기도 한다. 예수는 신약성경에서 하늘 아버지의 아들로 나와 하느님의 아들이라고 하나 기독교인은 하느님 그 자체로 본다.

## 같이 보기
- 일본 천황
- INRI
- 신약 속 예수의 이름과 호칭
- 제임스 던 (신학자)
- 도널드 매클라우드 (신학자)
- 앨리스터 맥그래스
- 알베르트 슈바이처